# Tom DeLay
Thomas Dale DeLay, detto Tom (Laredo, 8 aprile 1947), è un politico statunitense, membro della Camera dei Rappresentanti per lo stato del Texas dal 1985 al 2006.

## Biografia

### Formazione e vita politica
Nato a Laredo, DeLay studiò alla Baylor University ma venne espulso dopo due anni per comportamento scorretto; si iscrisse quindi all'Università di Houston, dove si laureò in biologia. Non svolse il servizio di leva. Entrato in politica con il Partito Repubblicano, nel 1978 venne eletto all'interno della Camera dei rappresentanti del Texas, la camera bassa della legislatura statale. Anni dopo lo stesso DeLay ricordò questo periodo raccontando di aver avuto una dipendenza da alcolici e di aver avuto relazioni extraconiugali, ma di aver superato le difficoltà grazie alla sua fede cristiana. Nel 1984, quando il deputato Ron Paul lasciò la Camera dei Rappresentanti per candidarsi infruttuosamente al Senato, DeLay si candidò per succedergli e risultò eletto. Negli anni successivi fu riconfermato per altri dieci mandati, rappresentando un distretto estremamente conservatore.
Quando nel 1994 i repubblicani conquistarono la maggioranza alla Camera, DeLay divenne whip di maggioranza. Otto anni dopo, quando Dick Armey andò in pensione, DeLay prese il suo posto come leader di maggioranza. In questa veste, DeLay (soprannominato The Hammer, il martello) fece discutere per i suoi metodi di gestione del dissenso interno al partito: fu infatti criticato per la sua abitudine di intimorire i deputati che gli facevano opposizione interna, minacciandoli di appoggiare i loro avversari nelle successive primarie. Nel settembre del 2004 fu formalmente ammonito dalla Commissione Etica della Camera per aver offerto il suo sostegno pubblico al figlio del deputato Nick Smith (che era candidato alle elezioni per succedere al padre) in cambio del voto favorevole dello stesso Smith in un disegno di legge che DeLay aveva interesse a far approvare.
Tom DeLay fu uno dei promotori dell'intervento governativo nel caso Terri Schiavo. Si oppose all'interruzione delle terapie, entrando in polemica con il marito della donna; in un controverso intervento pubblico paragonò la propria vicenda giudiziaria al caso Schiavo e in un'altra occasione si scagliò contro i giudici che avevano deciso sull'interruzione dell'alimentazione artificiale della donna, venendo criticato per essersi espresso in tal modo proprio all'indomani di due episodi di violenza contro due magistrati statunitensi. Fu inoltre accusato di ipocrisia quando la stampa rivelò che anni prima egli stesso aveva acconsentito all'interruzione delle misure di alimentazione artificiale per il padre, che versava in uno stato comatoso dopo un grave incidente.

### Vicenda giudiziaria
Nel 2005 DeLay venne indagato per corruzione e illecito finanziario nell'ambito dell'inchiesta su Jack Abramoff. Il deputato rispose alle accuse accusando la magistratura ma fu incriminato e lo scandalo che ne conseguì lo portò dapprima a lasciare il suo incarico di capogruppo della maggioranza e poi a dimettersi dalla Camera, su pressioni da parte dei vertici del partito. Giudicato colpevole in primo grado e condannato a tre anni di carcere, DeLay presentò ricorso presso una corte d'appello del Texas che lo assolse nel 2013.

### Vita successiva
Dopo aver lasciato il Congresso, DeLay scrisse un controverso libro di memorie sulla sua vicenda, con introduzione a cura di Rush Limbaugh e prefazione di Sean Hannity: No Retreat, No Surrender: One American's Fight (Nessun ritiro, nessuna resa: la lotta di un americano). Nel 2009 prese parte come concorrente alla nona edizione di Dancing with the Stars, la versione statunitense di Ballando con le stelle, da cui si ritirò per infortunio alla terza puntata.